# 奥廖娜·克拉瓦茨卡
奥廖娜·维塔利伊芙娜·克拉瓦茨卡（羅馬化：Olena Vitaliivna Kravatska；1992年6月22日—），乌克兰女子击剑运动员，2016年夏季奥林匹克运动会女子佩剑团体银牌得主、2024年夏季奥林匹克运动会女子佩剑团体金牌得主。